# Paullinia venosa
Paullinia venosa är en kinesträdsväxtart som beskrevs av L. Radlk.. Paullinia venosa ingår i släktet Paullinia och familjen kinesträdsväxter. Inga underarter finns listade i Catalogue of Life.